# Brievenbord, Londen 20 januari 1664
Brievenbord, Londen 20 januari 1664, ook wel Trompe-l'oeil stilleven getiteld, is een schilderij van de Nederlandse schilder Samuel van Hoogstraten uit 1664, olieverf op doek, 46 bij 58 centimeter groot. Het is een exemplarisch werk van een stilleven met een trompe-l'oeil-effect. Het bevindt zich in de collectie van het Dordrechts Museum, in 1992 aangekocht met steun van de Vereniging Rembrandt en het ministerie Welzijn, Volksgezondheid en Cultuur.

## Context
Van Hoogstraten stond bekend als de meester van het trompe-l'oeil, letterlijk "bedrieg het oog", een techniek waarmee een vorm van bedrieglijke echtheid werd bewerkstelligd, vooral door het suggereren van driedimensionaliteit. Het trompe-l'oeil werd overwegend toegepast in stillevens en met name populair waren in hofkringen. In 1651 verbleef Van Hoogstraten aan het hof in Wenen. Toen hij keizer Ferdinand III een dergelijk stilleven aanbood, zou deze, volgens Van Hoogstratens biograaf Arnold Houbraken, uitgeroepen hebben: "Dit ist der eerste Maler die mir betrogen heeft". Uit erkentelijkheid schonk de keizer aan Van Hoogstraten een gouden ketting met een medaillon met zijn beeltenis, die de kunstenaar als zijn grootste trofee zou koesteren. Op diverse van zijn latere stillevens komt het terug, waaronder op het hier besproken Brievenbord uit 1664. In de periode dat dit werk werd geschilderd verbleef hij met zijn vrouw in Londen en leverde daar ook diverse stillevens aan het Engelse hof van koning Karel II.

## Afbeelding

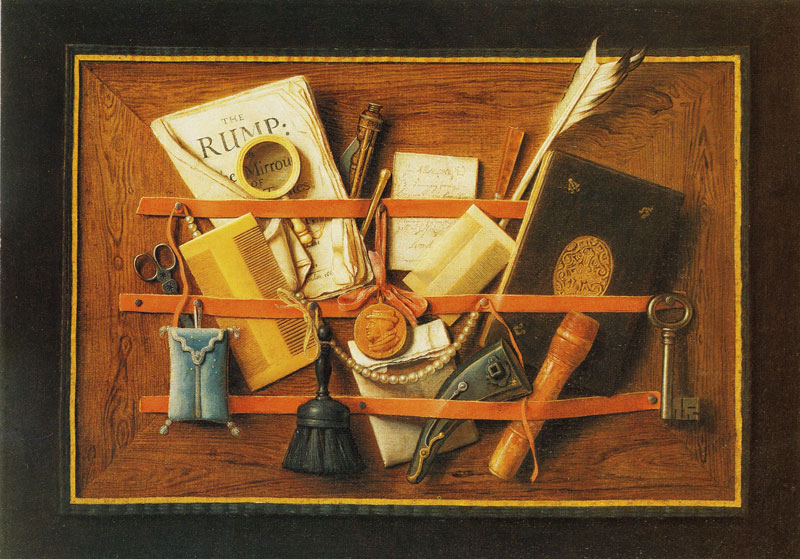
Samuel van Hoogstraten - Brievenbord uit circa 1662

Brievenbord, Londen 20 januari 1664 toont een prikbord, mogelijk uit de werkkamer van de kunstenaar. Achter drie rode banden hangen allerlei persoonlijke spullen waarmee Van Hoogstraten iets laat zien van zijn persoonlijk leven: een schaartje met een speldenkussen, een fijne palmhouten kam en een grovere schildpadden pruikenkam: "vrouwelijke" attributen die verwijzen naar zijn vrouw Sara Balen, die hem steeds vergezelde op zijn buitenlandse reizen. De ganzenveer achterin refereert aan het feit dat Van Hoogstraten, behalve kunstschilder, ook schrijver was. Helemaal rechts is een opgerold notitieboekje te zien met een gemarmeerde omslag, daarnaast een leren boekomslag met de omschrijving 'Anno 1664' en links daarvan een envelop met de plaatsaanduiding Londen en de datum 20 januari 1664. Er wordt algemeen aangenomen dat dit de datering van het stilleven is; erboven is Van Hoogstratens naam geschilderd. Verder zien we twee medaillons aan kettingen met linten, waarvan het meest linkse van goud is en keizer Ferdinand III toont.

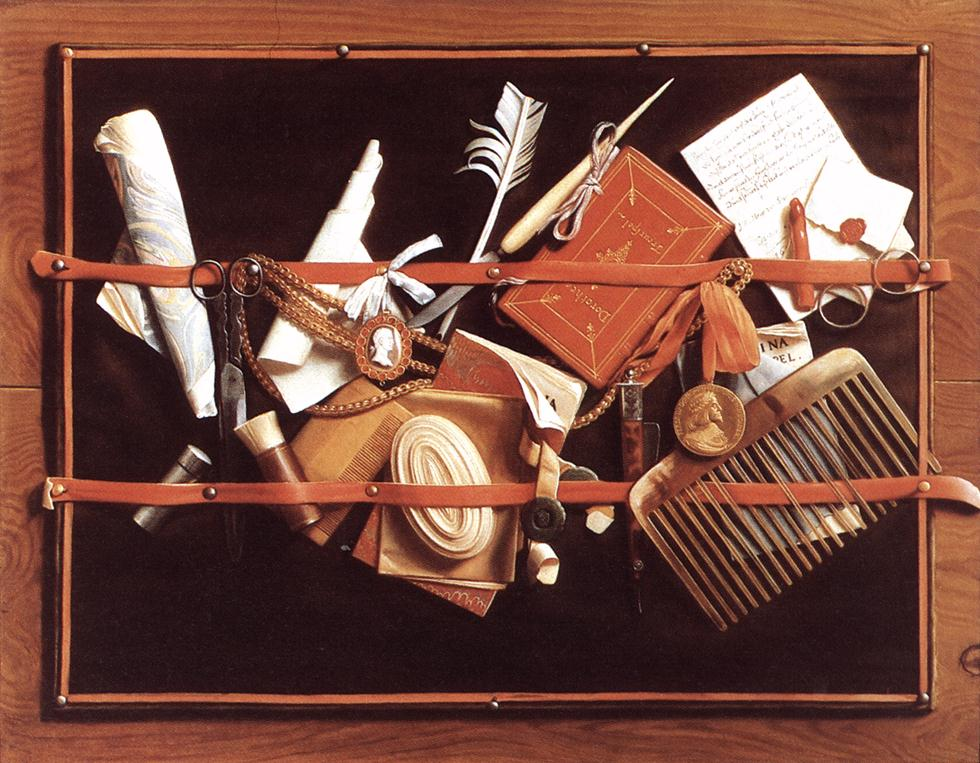
Vergelijkbaar werk van Van Hoogstraten, 1666-1667.

De voorwerpen op het brievenbord zijn zorgvuldig gearrangeerd. Het illusionaire trompe-d'oeil effect bewerkstelligt hij vooral door een sterk verkorte weergave van een aantal van de weergegeven objecten, een nauwkeurige weergave van schaduwwerking, maar ook door een buitengewoon vaardige uitdrukking van texturen en oppervlaktes van de diverse voorwerpen. Ook de contrastwerking draagt bij aan de dieptewerking, niet alleen door de belichte voorwerpen te plaatsen tegen een volledig donkere achtergrond, maar ook door het bewust combineren en tegenover elkaar plaatsen van bepaalde kleurcombinaties, in het hier besproken werk bijvoorbeeld rood en goud. Van Hoogstraten beschreef zijn werkwijze later in zijn Inleyding tot de hooge schoole der schilderkonst (1678) en etaleert reeds in dit soort werken zijn bijzondere begaafdheid, niet alleen schildertechnisch, maar ook compositorisch en in innovatief opzicht.